# 글자수 마방진
글자수 마방진(Alphamagic square)은 마방진 가운데 수를 나타내는 글자수도 마방진이 되는 것이다.

## 예시
다음 숫자열을 영어로 바꾸면 그 글자수도 마방진이 되므로, 아래 행렬은 글자수 마방진이다.
| 5  | 22 | 18 |
| 28 | 15 | 2  |
| 12 | 8  | 25 |

변환하면
| five         | twenty-two | eighteen    |
| twenty-eight | fifteen    | two         |
| twelve       | eight      | twenty-five |

문자열을 글자수로 바꾸면 역시 마방진이 된다.
| 4  | 9 | 8  |
| 11 | 7 | 3  |
| 6  | 5 | 10 |

새로 생긴 행렬이 마방진일때, 원래 행렬을 글자수 마방진(alphamagic)이라고부른다.